# Berend Miklósné
Berend Miklósné szül. Kilényi Júlia Adél Sarolta (Budapest, 1881. november 21. – Budapest, Terézváros, 1956. április 22.) magyar író, műfordító, költő.

## Élete
Kilényi Hugó (1840–1924) és Spitzer Janka gyermekeként született. Nagyapja Kilényi János (Klein Hermann) publicista, műfordító volt. Eredetileg festőnek készült. Német egyetemeken művészettörténeti, irodalmi és filozófiai tanulmányokat folytatott. 1904. november 20-án összeházasodott Láng Mária természetes és Bleuer Miklós örökbefogadott fiával, Berend Miklós orvossal. Fiuk ifj. Berend Miklós volt.
Műveiben nagy ismeretanyagot, művelődéstörténeti adalékokat dolgoz fel, művészi kivitelük azonban nem különösebben jelentős, bár A lüktető talaj c. kétkötetes regényét kedvező kritikák kísérték.

## Jelentősebb művei
- A lüktető talaj I.-II. (Budapest, 1927)
- Boszorkánytánc (Budapest, 1922)
- Istenek és ösztönök (Budapest, 1929)
- Szent Bertalan éjszaka (Budapest, 1934)
- A Piombo-kép (Budapest, 1938)
- Akik kihullottak Isten tenyeréből (Budapest, 1940) (első rész)
- Hazádnak rendületlenül (Budapest, 1940) (második rész)
- Isis legyőzi Aphroditét (Budapest, 1942)